# Berberidopsidales
Berberidopsidales es un taxón de eudicotiledóneas perteneciente a la categoría de orden que en sistemas de clasificación actuales como el APG III y el APWeb contienen a las familias Aextoxicaceae y Berberidopsidaceae. En el sistema de clasificación más antiguo APG II del 2003, las familias habían sido ubicadas dentro del núcleo de las eudicotiledóneas sin proponer un orden que las abarque.

## Caracteres
En este orden encontramos cristales, los haces del pecíolo formando un anillo, estomas ciclocíticos, filamentos fuertes, estilo desarrollado, la semilla con endotesta.
A la fecha de edición de este artículo no había suficiente información sobre la madera (si es madera de tensión),  el desarrollo del endosperma, ni del embrión.

## Filogenia
En un árbol filogenético en el que se utilizaron 3 genes se encontró buen apoyo para este clado (por ejemplo en D. Soltis et al. 2000), para la morfología de los estomas ver también P. Soltis y D. Soltis 2004. Carlquist (2003) detalla las similitudes largamente plesiomórficas en la madera de las dos familias. Las posibles sinapomorfías, sin embargo, incluyen las grandes diferencias entre las células procumbentes ("procumbent" en inglés) de las partes multiseriadas de los radios, y las células de cuadradas a elevadas en las porciones uniseriadas y también los depósitos manchados de oscuro en el parénquima axial y los rayos. Otros detalles de la anatomía vegetativa muestran similitudes entre las familias: Aextoxicon tiene pocas drusas pero numerosos cristales rómbicos presumiblemente de oxalato de calcio, Baas (1984) informó cristales en las hojas de todas las Berberidopsidaceae, aunque las drusas parecen ser más comunes.

## Taxonomía
Introducción teórica en Taxonomía
Dos familias sensu APG III y APW eb, 3 géneros, 4 especies:
- Familia Aextoxicaceae Engler & Gilg, nom. cons.
- Familia Berberidopsidaceae Takhtajan.

Sinónimo: Berberidopsidanae Thorne & Reveal.

## Diversidad
Familia Aextoxicaceae. Con una sola especie: Aextoxicon punctatum presente en Chile. A esta familia pertenecen los árboles siempreverdes dioicos que pueden ser reconocidos por sus hojas enteras, sin estípulas, dispuestas en forma opuesta, cubiertas con escamas peltadas y por su inflorescencia péndula, racimosa. Los pecíolos son casi pulvinados en la punta, y la base y la lámina parecen minuciosamente peltadas. Los capullos de las flores están cubiertos por bracteolas y cuando éstas se caen, los sépalos, que son como escamas, caen con ellas.
Familia Berberidopsidaceae. Con 3 especies. Son plantas presentes en Chile y el este de Australia, son trepadoras leñosas que pueden ser reconocidas porque tienen hojas sin estípulas, con láminas dentadas como espinitas, con venación palmada, las venas corren derecho hacia las espinitas (cuando están presentes). El fruto es una baya coronada por la base del estilo persistente.